# قصر نانیوا

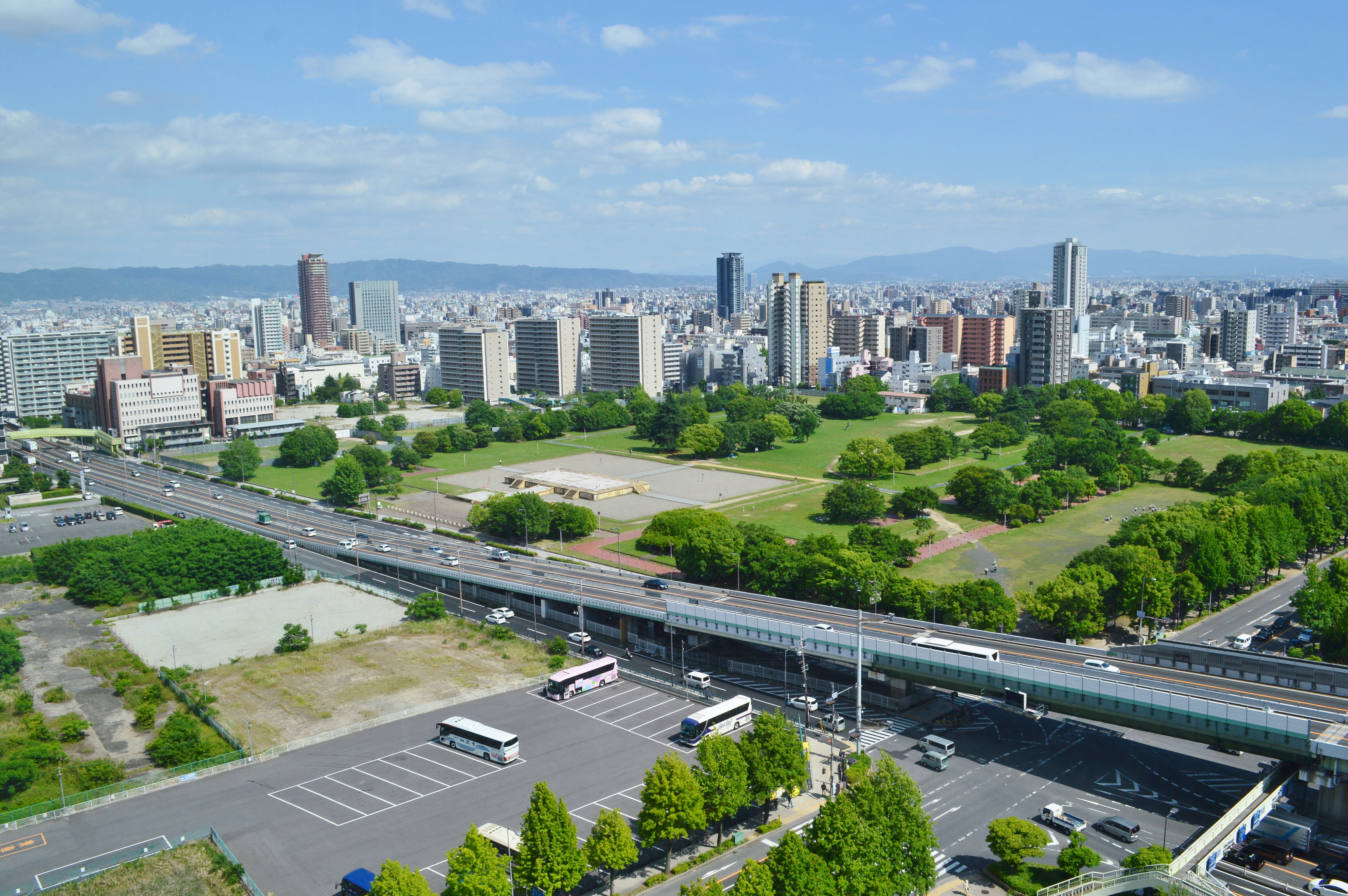
سایت کاخ

قصر نانیوا (به ژاپنی: 難波宮 なにわのみや) در اواخر دوره یایویی تا دوره کوفون ابتدا قصر نانیوا ناگارا-تویوساکی، قصر امپراتور اوجین (پانزدهمین امپراتور ژاپن سلطنت ۳۹۰–۴۳۰ میلادی)، معروف به پادشاه بزرگ و بنیان‌گذار سلسله کاواچیئو ja:河内王朝 بود.
در دوره آسوکا تا دوره نارا، پایتخت به «نانبا» (شهر اوساکای کنونی) بازگشت و قصر نانیوا در اطراف هوئنزاکا (法円坂) ja:法円坂 در چوئو، اوساکا توسط امپراتور کوتوکو ساخته شد. این محل پایتخت امپراتوری برای حدود ۱۵۰ سال از ۶۴۵ تا ۷۹۳ بود. قصر نانیوا اولین ساختمانی بود که به وضوح محل سکونت، سیاست و فضاهای تشریفاتی امپراتور را مشخص می‌کرد و در کاخ‌های بعدی نیز مورد استفاده قرار گرفت.
همچنین گفته می‌شود که استفاده از نام کشور و نام عصر «ژاپن» از قصر نانیوا آغاز شد و امپراتور کوتوکو فرمانی برای اصلاحات صادر کرد و در ماده ۲ این فرمان، قصر نانیوا به عنوان اولین پایتخت ژاپن تعیین شد. محتمل‌ترین نظریه این است که قصر نانیوا ناگارا-تویوساکی محل اقامت امپراتور اوجین، نیز در منطقه ای قرار داشته که قصر نانیوا در اطراف آن ساخته شده است. این سایت به عنوان یک مکان تاریخی ملی تعیین شده است (نام تعیین شده «خرابه‌های قصر نانیوا و ویرانه‌های هوئنزاکا» است).